# Candelaria (Quezon)
Candelaria es un municipio filipino de primera clase, perteneciente a la provincia de Quezon, en la región de Calabarzon.

## Organización territorial
Se divide en nueve barangayes, a saber:
- Población
- Buenavista East
- Buenavista West
- Bukal Norte
- Bukal Sur
- Kinatihan I
- Kinatihan II
- Malabanban Norte
- Malabanban Sur
- Mangilag Norte
- Mangilag Sur
- Masalukot I
- Masalukot II
- Masalukot III
- Masalukot IV
- Masin Norte
- Masin Sur
- Mayabobo
- Pahinga Norte
- Pahinga Sur
- San Andrés
- San Isidro
- Santa Catalina Norte
- Santa Catalina Sur
- Masalukot V

## Demografía
En 2020, tenía censados 137 881 habitantes.